# Sindikalizam
Sindikalizam je oblik ekonomskog sustava predložen kao zamjena za kapitalizam i državni socijalizam. Oblik je ekonomskog korporativizma koji se zalaže za interes agregacije više nekonkurentnih kategoriziranih jedinica, kao za njihovo pregovaranje i upravljanje ekonomijom.